# سعادى غربي
السُعادى الغربي نوع نباتي يتبع جنس السعادى من الفصيلة السعدية.

## الموئل والانتشار
موطنه الأصلي غرب الولايات المتحدة الأمريكية.